# Selección de fútbol sub-17 de Nueva Zelanda
La selección de fútbol sub-17 de Nueva Zelanda es el equipo representativo de dicho país en las competiciones oficiales de la categoría. Su organización está a cargo de la Asociación de Fútbol de Nueva Zelanda, miembro de la OFC y la FIFA.
Disputó ocho ediciones de la Copa Mundial, en la cual alcanzó los octavos de final en 2009, 2011 y 2015. Ganó además el Campeonato de la OFC en nueve oportunidades.

## Estadísticas

### Copa Mundial Sub-17
| Año                         | Fase             | Posición        | PJ              | PG              | PE              | PP              | GF              | GC              |
| --------------------------- | ---------------- | --------------- | --------------- | --------------- | --------------- | --------------- | --------------- | --------------- |
| China 1985                  | No se clasificó  | No se clasificó | No se clasificó | No se clasificó | No se clasificó | No se clasificó | No se clasificó | No se clasificó |
| Canadá 1987                 | No se clasificó  | No se clasificó | No se clasificó | No se clasificó | No se clasificó | No se clasificó | No se clasificó | No se clasificó |
| Escocia 1989                | No se clasificó  | No se clasificó | No se clasificó | No se clasificó | No se clasificó | No se clasificó | No se clasificó | No se clasificó |
| Italia 1991                 | No se clasificó  | No se clasificó | No se clasificó | No se clasificó | No se clasificó | No se clasificó | No se clasificó | No se clasificó |
| Japón 1993                  | No se clasificó  | No se clasificó | No se clasificó | No se clasificó | No se clasificó | No se clasificó | No se clasificó | No se clasificó |
| Ecuador 1995                | No se clasificó  | No se clasificó | No se clasificó | No se clasificó | No se clasificó | No se clasificó | No se clasificó | No se clasificó |
| Egipto 1997                 | Primera ronda    | 16º             | 3               | 0               | 0               | 3               | 0               | 22              |
| Nueva Zelanda 1999          | Primera ronda    | 9º              | 3               | 1               | 0               | 2               | 3               | 8               |
| Trinidad y Tobago 2001      | No se clasificó  | No se clasificó | No se clasificó | No se clasificó | No se clasificó | No se clasificó | No se clasificó | No se clasificó |
| Finlandia 2003              | No se clasificó  | No se clasificó | No se clasificó | No se clasificó | No se clasificó | No se clasificó | No se clasificó | No se clasificó |
| Perú 2005                   | No se clasificó  | No se clasificó | No se clasificó | No se clasificó | No se clasificó | No se clasificó | No se clasificó | No se clasificó |
| Corea del Sur 2007          | Primera ronda    | 24º             | 3               | 0               | 0               | 3               | 0               | 13              |
| Nigeria 2009                | Octavos de final | 16º             | 4               | 0               | 3               | 1               | 3               | 8               |
| México 2011                 | Octavos de final | 14º             | 4               | 1               | 1               | 2               | 4               | 8               |
| Emiratos Árabes Unidos 2013 | Primera ronda    | 24º             | 3               | 0               | 0               | 3               | 0               | 11              |
| Chile 2015                  | Octavos de final | 15º             | 4               | 1               | 1               | 2               | 3               | 8               |
| India 2017                  | Primera ronda    | 18º             | 3               | 0               | 1               | 2               | 4               | 8               |
| Brasil 2019                 | Primera ronda    | 17º             | 3               | 1               | 0               | 2               | 2               | 5               |
| Indonesia 2023              | Primera ronda    | 22º             | 3               | 0               | 0               | 3               | 1               | 10              |
| Catar 2025                  | Clasificado      | Clasificado     | Clasificado     | Clasificado     | Clasificado     | Clasificado     | Clasificado     | Clasificado     |
| Total                       | 10/19            | 34º             | 33              | 4               | 6               | 23              | 20              | 101             |

### Campeonato Sub-17 de la OFC
| Año                                               | Fase              | Posición          | PJ                | PG                | PE                | PP                | GF                | GC                |
| Nueva Zelanda 1983                                | Subcampeón        | 2º                | 5                 | 3                 | 1                 | 1                 | 7                 | 2                 |
| República de China 1986                           | Subcampeón        | 2º                | 4                 | 2                 | 2                 | 0                 | 3                 | 1                 |
| Australia 1989                                    | Subcampeón        | 2º                | 4                 | 3                 | 0                 | 1                 | 18                | 5                 |
| Nueva Zelanda 1991                                | Subcampeón        | 2º                | 4                 | 2                 | 1                 | 1                 | 9                 | 3                 |
| Nueva Zelanda 1993                                | Tercer lugar      | 3º                | 3                 | 2                 | 0                 | 1                 | 16                | 3                 |
| Vanuatu 1995                                      | Subcampeón        | 2º                | 4                 | 2                 | 1                 | 1                 | 6                 | 3                 |
| Nueva Zelanda 1997                                | Campeón           | 1º                | 5                 | 5                 | 0                 | 0                 | 15                | 1                 |
| ------------------------------------------------- | ----------------- | ----------------- | ----------------- | ----------------- | ----------------- | ----------------- | ----------------- | ----------------- |
| Fiyi 1999                                         | Sin participación | Sin participación | Sin participación | Sin participación | Sin participación | Sin participación | Sin participación | Sin participación |
| Samoa y Vanuatu 2001                              | Subcampeón        | 2º                | 6                 | 4                 | 0                 | 2                 | 14                | 10                |
| Australia, Nueva Caledonia y Samoa Americana 2003 | Primera ronda     | 5º                | 5                 | 2                 | 2                 | 1                 | 19                | 4                 |
| Nueva Caledonia 2005                              | Sin participación | Sin participación | Sin participación | Sin participación | Sin participación | Sin participación | Sin participación | Sin participación |
| Polinesia Francesa 2007                           | Campeón           | 1º                | 3                 | 3                 | 0                 | 0                 | 9                 | 2                 |
| Nueva Zelanda 2009                                | Campeón           | 1º                | 3                 | 3                 | 0                 | 0                 | 7                 | 0                 |
| Nueva Zelanda 2011                                | Campeón           | 1º                | 5                 | 5                 | 0                 | 0                 | 15                | 1                 |
| Vanuatu 2013                                      | Campeón           | 1º                | 5                 | 5                 | 0                 | 0                 | 23                | 3                 |
| Samoa Americana y Samoa 2015                      | Campeón           | 1º                | 7                 | 6                 | 1                 | 0                 | 36                | 7                 |
| Samoa y Polinesia Francesa 2017                   | Campeón           | 1º                | 5                 | 5                 | 0                 | 0                 | 27                | 2                 |
| Islas Salomon 2018                                | Campeón           | 1º                | 5                 | 3                 | 1                 | 1                 | 16                | 9                 |
| Fiyi 2023                                         | Campeón           | 1º                | 5                 | 5                 | 0                 | 0                 | 20                | 3                 |
| Total                                             | 17/19             | 1º                | 78                | 60                | 11                | 9                 | 258               | 51                |

## Palmarés
- Campeonato Sub-17 de la OFC (9): 1997, 2007, 2009, 2011, 2013, 2015, 2017, 2018 y 2023.
  - Subcampeón (6): 1983, 1986, 1989, 1991, 1995 y 2001.